# Teoría de cuerdas
1. Materia.
2. Estructura molecular.
3. Átomos.
4. Electrones.
5. Quarks (protones y neutrones).
6. Cuerdas.

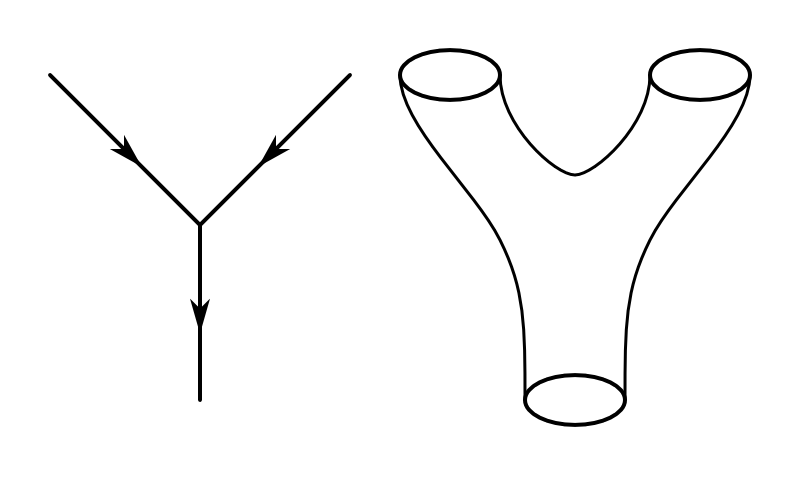
¿Cómo son las interacciones en el mundo subatómico?: líneas espacio-tiempo como las partículas subatómicas en el modelo estándar (izquierda) o cuerda cerrada sin extremos y en forma de círculo como afirma la teoría de cuerdas (derecha).

Niveles de aumento de la materia:
- Materia.
- Estructura molecular.
- Átomos.
- Electrones.
- Quarks (protones y neutrones).
- Cuerdas.

Las teorías de cuerdas son una serie de hipótesis científicas y modelos fundamentales de física teórica que asumen que las partículas subatómicas, aparentemente puntuales, son en realidad estados vibracionales de un objeto extendido más básico llamado cuerda o filamento.
De acuerdo con estas teorías, un electrón no sería un punto sin estructura interna y de dimensión cero, sino una cuerda minúscula en forma de lazo vibrando en un espacio-tiempo de más de cuatro dimensiones; de hecho, el planteamiento matemático de esta teoría no funciona a menos que el universo tenga diez dimensiones. Mientras que un punto simplemente se movería por el espacio, una cuerda podría hacer algo más: vibrar de diferentes maneras. Si vibrase de cierto modo, veríamos un electrón; pero si lo hiciese de otro, veríamos un fotón, un quark o cualquier otra partícula del modelo estándar dependiendo de la forma concreta en que estuviese vibrando. Estas teorías, ampliadas con otras como la de las supercuerdas o la teoría M, pretende alejarse de la concepción del punto-partícula.
La siguiente formulación de una teoría de cuerdas se debe a Jöel Scherk y John Henry Schwarz, que en 1974 publicaron un artículo en el que mostraban que una teoría basada en objetos unidimensionales o cuerdas en lugar de partículas puntuales podía describir la fuerza gravitatoria, aunque estas ideas no recibieron en ese momento mucha atención hasta la primera revolución de supercuerdas de 1984. De acuerdo con la formulación de la teoría de cuerdas surgida de esta revolución, las teorías de cuerdas pueden considerarse de hecho un caso general de teoría de Kaluza-Klein cuantizada. Las ideas fundamentales son dos:
- Los objetos básicos de la teoría no serían partículas puntuales, sino objetos unidimensionales extendidos (en las cinco teorías de supercuerdas convencionales estos objetos eran unidimensionales o cuerdas; actualmente en la teoría-M se admiten también de dimensión superior o p-branas). Esto renormaliza algunos infinitos de los cálculos perturbativos.
- El espacio-tiempo en el que se mueven las cuerdas y p-branas de la teoría no sería el espacio-tiempo ordinario de cuatro dimensiones, sino un espacio de tipo Kaluza-Klein, en el que a las cuatro dimensiones convencionales se añaden seis dimensiones compactadas en forma de variedad de Calabi-Yau. Por tanto convencionalmente en la teoría de cuerdas existe una dimensión temporal, tres dimensiones espaciales ordinarias y seis dimensiones compactadas e inobservables en la práctica.

La inobservabilidad de las dimensiones adicionales está relacionada al hecho de que estas estarían compactadas, y solo serían relevantes a escalas pequeñas comparables con la longitud de Planck. Igualmente, con la precisión de medida convencional las cuerdas cerradas con una longitud similar a la longitud de Planck se asemejarían a partículas puntuales.

## Desarrollos posteriores
Tras la introducción de la teoría de cuerdas, se consideró la conveniencia de introducir el principio de que la teoría fuera supersimétrica; es decir, que admitiera una simetría abstracta que relacionara fermiones y bosones. Actualmente la mayoría de teóricos de cuerdas trabajan en teorías supersimétricas; de ahí que la teoría de cuerdas actualmente se llame teoría de supercuerdas. Esta última teoría es básicamente una teoría de cuerdas supersimétrica; es decir, que es invariante bajo transformaciones de supersimetría.
Actualmente existen cinco teorías de supercuerdas relacionadas con los cinco modos que se conocen de implementar la supersimetría en el modelo de cuerdas. Aunque dicha multiplicidad de teorías desconcertó a los especialistas durante más de una década, el saber convencional actual sugiere que las cinco teorías son casos límites de una teoría única sobre un espacio de 10 dimensiones (las tres del espacio y una temporal serían las 4 que ya conocemos más otras seis adicionales resabiadas o compactadas) y una que las engloba formando membranas de las cuales se podría escapar parte de la gravedad de ellas en forma de gravitones. Esta teoría única, llamada teoría M, de la que solo se conocerían algunos aspectos, fue conjeturada en 1995.

## Variantes de la teoría
La teoría de supercuerdas es algo actual. En sus principios (mediados de los años 1980) aparecieron unas cinco teorías de cuerdas, las cuales después fueron identificadas como límites particulares de una sola teoría: la teoría M. Las cinco versiones de la teoría actualmente existentes, entre las que pueden establecerse varias relaciones de dualidad, son:
1. La Teoría de cuerdas de Tipo I, donde aparecen tanto cuerdas y D-branas abiertas como cerradas, que se mueven sobre un espacio-tiempo de diez dimensiones. Las D-branas tienen una, cinco y nueve dimensiones espaciales.
2. La Teoría de cuerdas de Tipo IIA. Es también una teoría de diez dimensiones, pero que emplea solo cuerdas y D-branas cerradas. Incorpora los gravitinos (partículas teóricas asociadas al gravitón mediante relaciones de supersimetría). Usa D-branas de dimensión 0, 2, 4, 6 y 8.
3. La Teoría de cuerdas de Tipo IIB. Difiere de la teoría de tipo IIA principalmente en el hecho de que esta última es no quiral (conservando la paridad).
4. La Teoría de cuerda heterótica SO(32) (Heterótica-O), basada en el grupo de simetría O(32).
5. La Teoría de cuerda heterótica E8xE8 (Heterótica-E), basada en el grupo de Lie excepcional E8. Fue propuesta en 1987 por Gross, Harvey, Martinec y Rohm.

El término teoría de cuerdas se refiere en realidad a las teorías de cuerdas bosónicas de 26 dimensiones y la teoría de supercuerdas de diez dimensiones, esta última descubierta al añadir supersimetría a la teoría de cuerdas bosónica. Hoy en día la teoría de cuerdas se suele referir a la variante supersimétrica, mientras que la antigua se conoce por el nombre completo de teoría de cuerdas bosónicas. En 1995, Edward Witten conjeturó que las cinco diferentes teorías de supercuerdas son casos límite de una desconocida teoría de once dimensiones llamada teoría-M. La conferencia donde Witten mostró algunos de sus resultados inició la llamada segunda revolución de supercuerdas.
En esta teoría M intervienen como objetos animados físicos fundamentales no solo cuerdas unidimensionales, sino toda una variedad de objetos no perturbativos, extendidos en varias dimensiones, que se llaman colectivamente p-branas (este nombre es una aféresis de membrana).

## Controversia sobre la teoría
Aunque la teoría de cuerdas, según sus defensores, pudiera llegar a convertirse en una de las teorías físicas más predictivas, capaz de explicar algunas de las propiedades más fundamentales de la naturaleza en términos geométricos, los físicos que han trabajado en ese campo hasta la fecha no han podido hacer predicciones concretas con la precisión necesaria para confrontarlas con datos experimentales, al parecer se necesita de una tecnología más avanzada para visualizar las partículas, lo cual llevara muchos años. Dichos problemas de predicción se deberían, según el autor, a que el modelo no es falsable, y por tanto, no es científico, o bien a que «la teoría de las supercuerdas es tan ambiciosa que solo puede ser del todo correcta o del todo equivocada. El único problema es que sus matemáticas son tan nuevas y tan difíciles que durante varias décadas no sabremos cuáles son», dicho esto en 1990. D. Gross, premio Nobel de física por su trabajo en el modelo estándar, se convirtió en un formidable luchador de la teoría de cuerdas, pero recientemente ha dicho: «No sabemos de qué estamos hablando».

Si los teóricos de cuerdas se equivocan, no pueden equivocarse solo un poco. Si las nuevas dimensiones y las simetrías no existen, consideraremos a los teóricos de cuerdas unos de los mayores fracasados de la ciencia (...). Su historia constituirá una leyenda moral de cómo no hacer ciencia, de cómo no permitir que se sobrepasen tanto los límites, hasta el punto de convertir la conjetura teórica en fantasía.
Lee Smolin

Otras teorías
En 1997, el físico teórico argentino Juan Maldacena propuso un sorprendente modelo del universo según el cual la gravedad surge de cuerdas infinitesimales, delgadas y vibrantes y puede ser "reinterpretada" en términos físicos. 
Así, este mundo de cuerdas matemáticamente intrincado, que existe en diez dimensiones espaciales, no sería más que un holograma: la acción real se desarrollaría en un cosmos plano, más simple y en el que no hay gravedad. 
La idea de Maldacena entusiasmó a los físicos, entre otras razones porque resolvía aparentes inconsistencias entre la física cuántica y la teoría de la gravedad de Einstein. Así, el argentino proporcionó a los científicos una 'piedra Rosetta matemática', una 'dualidad', que les permitía resolver los problemas de un modelo que parecían no tener respuesta en el otro, y viceversa. Pero a pesar de la validez de sus ideas aún no se había logrado hallar ninguna prueba rigurosa de su teoría. 
Según un artículo publicado en la revista científica Nature, Yoshifumi Hyakutake, de la Universidad de Ibaraki (Japón), y sus colegas, proporcionaron en dos de sus estudios, sino una prueba real, al menos una muestra convincente de que la conjetura de Maldacena es cierta. 
En uno de los estudios, Hyakutake calculó la energía interna de un agujero negro, la posición de su horizonte de sucesos (el límite entre el agujero negro y el resto del universo), su entropía y otras propiedades en base a las predicciones de la teoría de cuerdas, así como a los efectos de las llamadas 'partículas virtuales' que aparecen continuamente dentro y fuera de la existencia.
En el otro, él y sus colaboradores calcularon la energía interna del correspondiente universo de dimensión inferior sin gravedad. Los dos cálculos informáticos coinciden. "Parece que es un cálculo correcto", dice Maldacena, al tiempo que subraya que los hallazgos "son una forma interesante de demostrar muchas ideas de la gravedad cuántica y la teoría de cuerdas". 
"Numéricamente han confirmado, tal vez por primera vez, algo de lo que estábamos bastante seguros pero era todavía una conjetura: que la termodinámica de ciertos agujeros negros puede ser reproducida desde un universo dimensional inferior", explica Leonard Susskind, físico teórico de la Universidad de Stanford, en California, quien fue uno de los primeros teóricos en explorar la idea de universos holográficos. 

### Falsacionismo y teoría de cuerdas
La teoría de cuerdas o la teoría M podrían no ser falsables, según sus críticos. Diversos autores han declarado su preocupación de que la teoría de cuerdas no sea falsable y como tal, siguiendo las tesis del filósofo de la ciencia Karl Popper, la teoría de cuerdas sería equivalente a una pseudociencia.
El filósofo de la ciencia Mario Bunge ha manifestado lo siguiente:

- La consistencia, la sofisticación y la belleza nunca son suficientes en la investigación científica.
- La teoría de cuerdas es sospechosa (de pseudociencia). Parece científica porque aborda un problema abierto que es a la vez importante y difícil, el de construir una teoría cuántica de la gravitación. Pero la teoría postula que el espacio físico tiene seis o siete dimensiones, en lugar de tres, simplemente para asegurarse consistencia matemática. Puesto que estas dimensiones extra son inobservables, y puesto que la teoría se ha resistido a la confirmación experimental durante más de tres décadas, parece ciencia ficción, o al menos, ciencia fallida.
- La física de partículas está inflada con sofisticadas teorías matemáticas que postulan la existencia de entidades extrañas que no interactúan de forma apreciable, o para nada en absoluto, con la materia ordinaria, y como consecuencia, quedan a salvo al ser indetectables. Puesto que estas teorías se encuentran en discrepancia con el conjunto de la Física, y violan el requerimiento de falsacionismo, pueden calificarse de pseudocientíficas, incluso aunque lleven pululando un cuarto de siglo y se sigan publicando en las revistas científicas más prestigiosas.

Mario Bunge, 2006.

### Impacto de la promoción de la teoría en el mundo académico
Smolin indica que la teoría de cuerdas se ha convertido en el principal camino de exploración de «las grandes cuestiones de la física» debido a una agresiva promoción, considerando que resulta prácticamente un «suicidio profesional» para cualquier joven físico teórico no ingresar en sus filas. Expone además que «a pesar de la escasa inversión en [...] otros campos de investigación, algunos de ellos han avanzado más que el de la teoría de cuerdas» e identifica los siguientes rasgos en las «comunidades de supercuerdas»:
1. Tremenda autosuficiencia y conciencia de pertenecer a una élite.
2. Comunidades monolíticas con gran uniformidad de opiniones sobre cuestiones abiertas, generalmente impuestas por los que constituyen la jerarquía de la comunidad.
3. Sentido de identificación con el grupo parecido a la pertenencia a una comunidad religiosa o partido político.
4. Sentido de frontera entre el grupo y otros expertos.
5. Gran desinterés por las ideas y personas que no son del grupo.
6. Una confianza excesiva en interpretar positivamente los resultados e incluso aceptarlos exclusivamente porque son creídos por la mayoría.
7. Una falta de percepción del riesgo que conlleva una nueva teoría.